# Cantonul Châtelus-Malvaleix
Cantonul Châtelus-Malvaleix este un canton din arondismentul Guéret, departamentul Creuse, regiunea Limousin, Franța.

## Comune
| Comune                    | Populație (1999) | Cod poștal | Cod INSEE |
| ------------------------- | ---------------- | ---------- | --------- |
| Bétête                    | 366              | 23270      | 23022     |
| La Cellette               | 272              | 23350      | 23041     |
| Châtelus-Malvaleix        | 574              | 23270      | 23057     |
| Clugnat                   | 674              | 23270      | 23064     |
| Genouillac                | 803              | 23350      | 23089     |
| Jalesches                 | 81               | 23270      | 23098     |
| Nouziers                  | 244              | 23350      | 23148     |
| Roches                    | 406              | 23270      | 23162     |
| Saint-Dizier-les-Domaines | 197              | 23270      | 23188     |
| Tercillat                 | 175              | 23350      | 23252     |